# 塔林電視塔

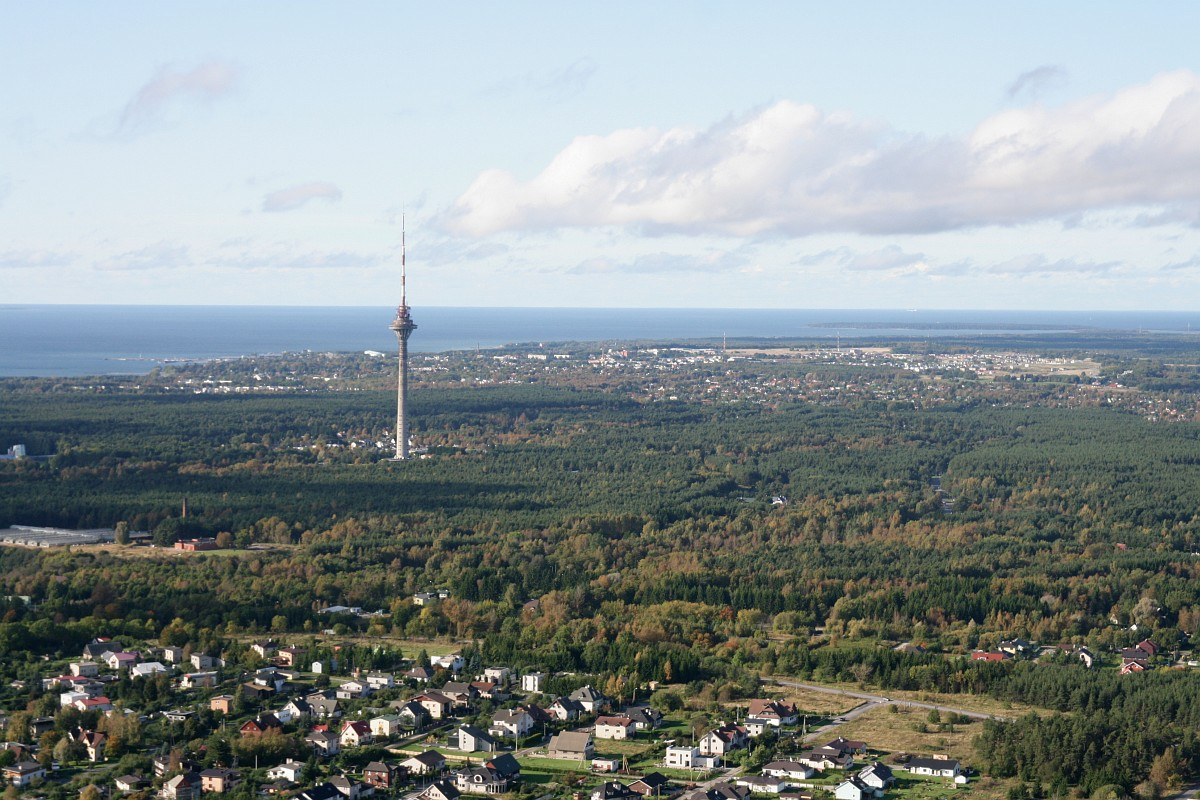
塔林電視塔

塔林電視塔是位於愛沙尼亞首都塔林的一座電視塔。電視塔於1975年開工建設，1980年竣工。塔高314公尺。在21層（地上170米）處有觀景台，對一般遊客開放。現在塔上還有1991年八一九事件時的彈痕。
59°28′16.34″N 24°53′15″E / 59.4712056°N 24.88750°E